# 永納山トンネル崩落事故
永納山崩落事故（えいのうさんトンネルほうらくじこ）とは1923（大正12）年1月13日に発生したトンネル崩落事故である。8人が巻き込まれ、そのうち1人が重傷、1人が死亡した。

## 事故の概要[2]
1923（大正12）年1月13日、早朝に強い地震があり、午前8時ごろトンネル上部の土砂が約100㎡にわたって崩落。当時第三坑道にいた工夫が亀裂を見つけ、大声で警告したため、坑口近くで作業していたものは避難することができたが、トンネル内で作業していた8人は間に合わず閉じ込められてしまった。
半鐘が鳴り響き、まず楠河村、三芳村に急報がとどき、青年団員・消防団員合わせて170人が駆け付け、数十人の工夫と共に土砂の取り除きにあたった。さらに桜井村、橘村からも100人以上が応援に駆け付け、まず第一坑道より6人の救出に成功した。続いて午後10時30分ごろ第二坑道より1人を救出。全身打撲の重傷であったが、生存が確認された。残る1人の救出にも全力をあげたが、救助は難航。理由としてはこのトンネルが英国式の工法を採用しており、第二坑道は約10ｍほどで坑道が狭かったためとみられる。夜遅くには雪が降りだしたが、懸命の努力により14日午前6時ごろ、立ったまま埋まっていた1人を救出。しかし、死亡が確認された。この事故で予讃線建設における殉職者は2人目となった。
その後、計20万円の工費をかけ、トンネルは貫通。ついで1924（大正13）年2月11日予讃線は今治まで開通した。